# آماندا هولدن
آماندا هولدن (انگلیسی: Amanda Holden؛ زادهٔ ۱۶ فوریهٔ ۱۹۷۱) یک هنرپیشه اهل بریتانیا است.
از فیلم‌ها یا برنامه‌های تلویزیونی که وی در آن نقش داشته‌است، می‌توان به قلب‌ها و استخوان‌ها اشاره کرد او همچنین از سال ۲۰۰۷ داوری مسابقات بریتینز گات تلنت را بر عهده دارد .